# Tweekleurige glansloper
De tweekleurige glansloper (Stenolophus teutonus) is een keversoort uit de familie van de loopkevers (Carabidae). De wetenschappelijke naam van de soort werd in 1781 gepubliceerd door Franz Paula von Schrank.